# Japan Soccer League 1985/86
Die Japan Soccer League 1985/86 war die 21. Spielzeit der japanischen Japan Soccer League. An ihr nahmen 24 Vereine teil. Meister wurden die Furukawa Electric.

## Ergebnisse

### Division 1
| Pl. | Verein                      | Sp. | S  | U  | N  | Tore    | Diff. | Punkte |
| --- | --------------------------- | --- | -- | -- | -- | ------- | ----- | ------ |
| 1.  | Furukawa Electric           | 22  | 15 | 5  | 2  | 040:150 | +25   | 35     |
| 2.  | Nippon Kokan                | 22  | 13 | 2  | 7  | 039:220 | +17   | 28     |
| 3.  | Honda Motors                | 22  | 8  | 12 | 2  | 030:200 | +10   | 28     |
| 4.  | Fujita Industries           | 22  | 9  | 8  | 5  | 031:170 | +14   | 26     |
| 5.  | Nissan Motors               | 22  | 8  | 8  | 6  | 023:290 | −6    | 24     |
| 6.  | Yamaha Motors               | 22  | 9  | 5  | 8  | 020:210 | −1    | 23     |
| 7.  | Mitsubishi Heavy Industries | 22  | 8  | 6  | 8  | 029:190 | +10   | 22     |
| 8.  | Hitachi                     | 22  | 8  | 5  | 9  | 026:330 | −7    | 21     |
| 9.  | Yomiuri                     | 22  | 7  | 5  | 10 | 028:310 | −3    | 19     |
| 10. | Yanmar Diesel               | 22  | 6  | 6  | 10 | 020:270 | −7    | 18     |
| 11. | Sumitomo Metals             | 22  | 6  | 3  | 13 | 021:320 | −11   | 15     |
| 12. | All Nippon Airways          | 22  | 2  | 1  | 19 | 016:570 | −41   | 05     |

### Division 2

#### Erste Halbserie

##### Osten
| Pl. | Verein               | Sp. | S | U | N | Tore    | Diff. | Punkte |
| --- | -------------------- | --- | - | - | - | ------- | ----- | ------ |
| 1.  | Toyota Motors        | 10  | 8 | 1 | 1 | 023:600 | +17   | 17     |
| 2.  | Toshiba              | 10  | 6 | 1 | 3 | 012:700 | +5    | 13     |
| 3.  | Kofu SC              | 10  | 5 | 0 | 5 | 022:160 | +6    | 10     |
| 4.  | Fujitsu              | 10  | 4 | 2 | 4 | 016:120 | +4    | 10     |
| 5.  | Seino Transportation | 10  | 3 | 2 | 5 | 013:210 | −8    | 08     |
| 6.  | TDK                  | 10  | 0 | 2 | 8 | 010:340 | −24   | 02     |

##### Westen
| Pl. | Verein                   | Sp. | S | U | N | Tore    | Diff. | Punkte |
| --- | ------------------------ | --- | - | - | - | ------- | ----- | ------ |
| 1.  | Matsushita Electric      | 10  | 8 | 2 | 0 | 026:600 | +20   | 18     |
| 2.  | Tanabe Pharmaceutical    | 10  | 6 | 1 | 3 | 013:800 | +5    | 13     |
| 3.  | Mazda                    | 10  | 5 | 2 | 3 | 014:100 | +4    | 12     |
| 4.  | Nippon Steel             | 10  | 5 | 1 | 4 | 018:900 | +9    | 11     |
| 5.  | Kyoto Prefectural Police | 10  | 2 | 0 | 8 | 003:280 | −25   | 04     |
| 6.  | Osaka Gas                | 10  | 1 | 0 | 9 | 008:210 | −13   | 02     |

#### Zweite Halbserie

##### Meisterschafts-Play-offs
| Pl. | Verein                | Sp. | S | U | N | Tore    | Diff. | Punkte |
| --- | --------------------- | --- | - | - | - | ------- | ----- | ------ |
| 1.  | Matsushita Electric   | 10  | 5 | 4 | 1 | 011:700 | +4    | 14     |
| 2.  | Mazda                 | 10  | 3 | 5 | 2 | 013:100 | +3    | 11     |
| 3.  | Toshiba               | 10  | 4 | 2 | 4 | 012:800 | +4    | 10     |
| 4.  | Kofu SC               | 10  | 3 | 3 | 4 | 007:100 | −3    | 09     |
| 5.  | Tanabe Pharmaceutical | 10  | 2 | 4 | 4 | 009:110 | −2    | 08     |
| 6.  | Toyota Motors         | 10  | 2 | 4 | 4 | 012:180 | −6    | 08     |

##### Abstiegs-Play-offs

###### Osten
| Pl. | Verein               | Sp. | S | U | N | Tore    | Diff. | Punkte |
| --- | -------------------- | --- | - | - | - | ------- | ----- | ------ |
| 1.  | Fujitsu              | 4   | 4 | 0 | 0 | 017:200 | +15   | 08     |
| 2.  | Seino Transportation | 4   | 1 | 1 | 2 | 005:800 | −3    | 03     |
| 3.  | TDK                  | 4   | 0 | 1 | 3 | 002:140 | −12   | 01     |

###### Westen
| Pl. | Verein                   | Sp. | S | U | N | Tore    | Diff. | Punkte |
| --- | ------------------------ | --- | - | - | - | ------- | ----- | ------ |
| 1.  | Nippon Steel             | 4   | 3 | 1 | 0 | 009:200 | +7    | 07     |
| 2.  | Kyoto Prefectural Police | 4   | 1 | 1 | 2 | 004:700 | −3    | 03     |
| 3.  | Osaka Gas                | 4   | 1 | 0 | 3 | 006:100 | −4    | 02     |

###### Spiel um Platz 7–12
| Pl.   |                      | Ergebnis |                          |
| ----- | -------------------- | -------- | ------------------------ |
| 7/8   | Fujitsu              | 0:1      | Nippon Steel             |
| 9/10  | Seino Transportation | 1:0      | Kyoto Prefectural Police |
| 11/12 | TDK                  | 1:2      | Osaka Gas                |

## Preise

### Torschützenkönige
- Hiroshi Yoshida (16 Tore) (Furukawa Electric)

### Rookie des Jahres
- Kazuo Echigo (Furukawa Electric)

### Best XI
- Kiyotaka Matsui (Nippon Kokan)
- Takeshi Okada (Furukawa Electric)
- Hisashi Kaneko (Furukawa Electric)
- Hisashi Katō (Yomiuri)
- Toshinobu Katsuya (Honda Motors)
- Satoshi Miyauchi (Furukawa Electric)
- Akira Nishino (Hitachi)
- Kazushi Kimura (Nissan Motors)
- Hiroshi Yoshida (Furukawa Electric)
- Yoshikazu Nagai (Furukawa Electric)
- Tomoyasu Asaoka (Nippon Kokan)